# جون بروس يه
جون بروس يه (بالإنجليزية: John Bruce Yeh)‏ هو موسيقي أمريكي، ولد في 23 مايو 1957 في واشنطن العاصمة في الولايات المتحدة.

## وصلات خارجية
- جون بروس يه على موقع ميوزك برينز (الإنجليزية)
- جون بروس يه على موقع أول ميوزيك (الإنجليزية)
- جون بروس يه على موقع ديسكوغز (الإنجليزية)